# Bolla János
Bolla János (csáfordjobaházai) (Topolya, 1806. május 29. – Pozsony, 1881. február 7.) botanikus, mikológus, pedagógus. Botanikai szakmunkákban nevének rövidítése: „Bolla”.

## Élete
Előbb Szentgyörgyön volt az elemi iskolában tanító; majd az 1850-es évek elején Pozsonyba nevezték ki az ottani elemi iskolák igazgatójának; később nyugalomba vonult és érdemkereszttel tüntették ki. A magyar orvosok és természetvizsgálók pozsonyi (1865.) ülésein a növénytani szakosztály elnöke volt.
Pozsony és vidékének növényzetét vizsgálta, Szentgyörgy Súr mocsarában új csalánfajt (U. radicans Bolla) fedezett fel. Számottevő gyűjteménye volt, a nagyobb gombákat is mesterien tudta preparálni és szárítani.

## Munkáiból
Több értekezése jelent meg a pozsonyi Verhandlungen für Naturkunde című folyóiratban (1859–1861 között) és a bécsi Sitzungsberichtekben.
- Beiträge zur Flora Pressburgs. In: Verhandlungen des Vereins für Naturkunde zu Pressburg, Pozsony, 1856.
- Néhány uj gombafaj Pozsony környékén. In: Mathem. és Term. Közlemények, Budapest, 1875. XII. 6.